# Ulf Rönnmark
Ulf Gerhard Rönnmark, född 1 april 1968 i Holmsunds församling i Västerbottens län, är en svensk ishockeydomare. 
Rönnmark uppmärksammades 2005 för att Svenska Ishockeyförbundet stängde av honom för att han arbetade på ett spelbolag, men kom tillbaka igen säsongen 2006/2007.